# Simon IV de Sarrebruck-Commercy
Simon IV de Sarrebruck-Commercy (de la Maison de Broyes) (avant 1247 - 1308), seigneur de Commercy et comte de Sarrebruck, fils de Simon de Commercy et de Mathilde ou Mahaut de Sarrebruck (fille du comte Simon III de Sarrebruck, lui-même fils de Simon II), il est donc le petit-fils de Gaucher Ier de Broyes-Commercy. Après le décès de son époux, sa mère Mathilde se remaria avec Amédée III de Montfaucon (-Montbéliard) : Simon IV se fera alors aussi appeler Simon de Montbéliard, d'après une des origines familiales de son beau-père. Gentilhomme d'importance dans sa province Simon IV se porte caution avec Geoffroy d'Apremont envers l'évêque de Metz pour plusieurs prisonniers dont Conrad de Sarrebruck. 
Il épouse en premières noces en 1265 sa cousine Élisabeth/Marguerite de Broyes-Commercy, dame de Commercy, fille ou petite-fille de Gaucher II de Broyes-Commercy (fils de Gaucher Ier ci-dessus), puis en secondes noces en 1269 Mathilde/Mahaut, (? - 1285), fille de Simon III, seigneur de Sexfontaines, et d'Élisabeth de Jonvelle. Il a :
Du premier mariage :
- Jean Ier de Sarrebruck-Commercy.

Du deuxième mariage :
- Laure (? - avant 1323), elle épouse en 1302 Anseau de Joinville (1265 - 1343) ;
- Jeanne (? - avant 1327), dame de Bainville, elle épouse Jacques de Vaudémont (? - 1299), fils d'Henri Ier de Vaudémont ;
- Agnès (avant 1282 - avant 1349), elle épouse avant le 27 mai 1267 Eberhard Ier de Deux-Ponts-Bitche (? - avant 1321).

## Sources
- Charles Emmanuel Dumont, Histoire de la ville et des seigneurs de Commercy, N. Rolin, 1843 (lire en ligne), p. 43 à 46.
- Valérie Toureille, Robert de Sarrebrück ou l'honneur d'un Ecorcheur (1400-1462), PUR, Rennes, 2014, 272 pages,  (ISBN 978-2-7535-3477-3).

- Geneall, Simon IV de Sarrebruck-Commercy .
- Fabpedigree, Simon IV de Sarrebruck-Commercy .
- Roglo, Simon IV de Commercy .